# Federação Paranaense de Futebol
A Federação Paranaense de Futebol é a entidade que credencia o esporte no Estado do Paraná e representa os clubes paranaenses na CBF.

## História
A Federação Paranaense de Futebol (FPF) foi fundada em 4 de agosto de 1937, após o aparecimento de vários movimentos realizados com o propósito de organizar o futebol no Paraná. A partir de 1909, com o surgimento dos primeiros clubes de futebol tanto na capital e no interior, houve a necessidade da criação de uma entidade que organizasse as competições oficiais. A primeira a preceder a FPF foi a Liga Sportiva Paranaense (LSP), fundada em 1914.
Mas a LSP ganhou uma forte concorrente logo após a sua fundação. Tudo por causa de uma ruptura entre os dirigentes do América Futebol Clube (Paraná), que contestavam a vitória do Internacional Futebol Clube, no campeonato daquele ano. Esses dissidentes criaram a Associação Paranaense de Sports Athleticos (APSA). A fusão veio alguns meses depois, por intervenção do poeta Olavo Bilac. As duas entidades se uniram com o firme propósito de fortalecer o futebol no Estado e fundaram a Associação Sportiva Paranaense (ASP). Em 1926, a ASP teve seu nome alterado para Federação Paranaense de Desportos (FPD).
Na década seguinte, em 1937, as responsabilidades foram divididas. A Liga Curitibana de Futebol (LCF) passou a administrar o futebol da capital, enquanto a Federação Paranaense de Futebol (FPF) assumiu o comando do futebol no estado. Já a FPD ficou responsável em organizar as categorias inferiores. Somente em 1941, a FPD e LCF foram extintas e a FPF, desde essa data, se tornou a maior entidade do futebol paranaense.

## Sedes administrativas
As sedes administrativas da FPF:
- o primeiro endereço da sede foi numa sala do quarto andar do Edifício Garcez;
- o segundo, foi numa casa localizada no bairro Mercês;
- o terceiro endereço foi uma sede própria, inaugurada no dia 19 de abril 1979 pelo então presidente Luiz Gonzaga da Motta Ribeiro. Sua localização era ao lado do Complexo Poliesportivo Pinheirão, porém, em maio de 2012 esta sede foi leiloada para pagar dívidas da instituição como o INSS. Em dezembro de 2013 a FPF desocupou o local, entregando para a empresa que arrematou o imóvel;
- o quarto foi uma sala comercial alugada localizada no bairro Portão;[2]
- o quinto endereço, foi um prédio alugado na Avenida República Argentina, no Bairro Água Verde;[3]
- sexto endereço é uma sede própria, no bairro Santa Quitéria, adquirido na gestão de Hélio Cury.[3]

## Os Presidentes
| Nº | Período                 | Nome                           | Comentários |
| -- | ----------------------- | ------------------------------ | --- |
| 1  | 1937                    | Roberto Barroso                | Foi o primeiro presidente da FPF, em 1937, tendo participado inclusive do movimento para criação da entidade. |
| 2  | 1938 a 1940             | Eugênio Marques Viana          | Foi o segundo presidente da FPF, de 1938 a 1940. |
| 3  | 1941 a 1944             | Francisco de Paula Soares Neto | Presidente da FPF entre 1941 e 1944. |
| 4  | 1944                    | Itaciano Marcondes             | Presidente da FPF em 1944. |
| 5  | 1945 a 1946             | Felizardo Gomes da Costa       | Presidente da FPF entre 1945 e 1946. |
| 6  | 1947                    | Capitão Manoel Aranha          | Presidiu a entidade em 1947. |
| 7  | 1948 a 1950             | Amâncio Moro                   | Dirigiu a FPF entre 1948 e 1950. |
| 8  | 1951                    | Idelfonso Marques              | Foi presidente da FPF em 1951. |
| 9  | 1950; 1952; 1954 a 1960 | Gêneris Calvo                  | Comandou a FPF provisoriamente em 1950. Elegeu-se presidente na gestão de 1952, sendo sucedido por Plínio Marioni na gestão de 1953. Foi reeleito em 1954 e ficou a frente da até sua morte no dia 5 de Novembro de 1960, tendo sido sucedido pelo seu vice, José Milani. |
| 10 | 1953                    | Plínio Marioni                 | Presidiu a FPF em 1953. |
| 11 | 1960 a 1975             | José Milani                    | Aclamado presidente após a morte de Gêneris Calvo, Milani presidiu a FPF de 1960 a 1975. Uma das marcas de sua gestão foi o início da construção do Pinheirão. |
| 12 | 1975 a 1977             | Esperidião Ferez               | Aclamado presidente da FPF em 1975, ficou no cargo até 1977. |
| 13 | 1977 a 1982             | Luiz Gonzaga da Motta Ribeiro  | Dirigiu a FPF de 1977 a 1982. |
| 14 | 1982 a 1985             | Haroldo Alberge                | Eleito em 1982, presidiu a FPF até 1985. |
| 15 | 1985 a 2007             | Onaireves Rolin de Moura       | Foi presidente da FPF entre 1985 e 2007, ficando no comando da Federação por 22 anos. Acabou se envolvendo em vários escândalos. |
| 16 | 2007 - 2023             | Hélio Pereira Cury             | Assumiu a presidência da Federação Paranaense de Futebol, no final de 2007, em função da decisão judicial contrária ao então ex-dirigente que presidia a entidade. Em 2008, foi eleito presidente com mais de 80% dos votos.                                              |
| 17 | 2023 - atual            | Hélio Pereira Cury Filho       | Eleito em 2023, em eleição de chapa única, em continuação do mandato da "família Cury", iniciada pelo pai (Hélio Cury). |

## Ranking da CBF

### Ranking dos clubes
Ranking atualizado em 13 de dezembro  de 2024
| Pos. | Clube                | Pontos | Brasileirão 2025 |
| ---- | -------------------- | ------ | ---------------- |
| 6º   | Athletico Paranaense | 13.464 | Série B          |
| 24º  | Coritiba             | 6.496  | Série B          |
| 31º  | Operário-PR          | 4.160  | Série B          |
| 45º  | Londrina             | 3.124  | Série C          |
| 73º  | Maringá              | 1.233  | Série C          |
| 76º  | FC Cascavel          | 1.152  | Série D          |
| 91º  | Cianorte             | 901    | Série D          |
| 95º  | Paraná               | 800    | -                |
| 126º | Azuriz               | 456    | Série D          |
| 183º | São Joseense         | 204    | -                |
| 213º | Rio Branco-PR        | 102    | -                |
| 217º | Toledo               | 66     | -                |
| 224º | Nacional-PR          | 51     | -                |

| Posição | Pontuação | Ano  |
| ------- | --------- | ---- |
| 5º      | 32.209    | 2025 |
| 5º      | 34.154    | 2024 |
| 5º      | 35.018    | 2023 |
| 5º      | 34.359    | 2022 |
| 5º      | 33.927    | 2021 |
| 5º      | 34.612    | 2020 |
| 6º      | 32.444    | 2019 |
| 6º      | 31.933    | 2018 |
| 6º      | 30.373    | 2017 |
| 6º      | 30.575    | 2016 |
| 5º      | 32.074    | 2015 |
| 5º      | 32.968    | 2014 |
| 5º      | 33.217    | 2013 |
| 5º      | 5.253     | 2012 |
| 5º      | 5.097     | 2011 |
| 5º      | 4.951     | 2010 |
| 5º      | 4.811     | 2009 |